# Петросянц, Гурген Власович
Гурген Власович Петросянц — советский хозяйственный, государственный и политический деятель, Герой Социалистического Труда.

## Биография
Родился в 1914 году в Мары Закаспийской области. Член КПСС.
С 1936 года — на хозяйственной, общественной и политической работе. В 1936—1986 гг. — начальник участка взрывпрома, начальник цеха карьеров на Кувасайском цементном заводе в Ферганской области Узбекской ССР, начальник карьера Вольского цементного завода, директор Чернореченского цементного завода, директор Спасского цементного завода, генеральный директор производственного объединения «Спасскцемент» в городе Спасск-Дальний Приморского края, ведущий специалисто в Главзападцементе Минпромстройматериалов СССР.
Указом Президиума Верховного Совета СССР от 7 мая 1971 года за образцовое выполнение заданий пятилетнего плана присвоено звание Героя Социалистического Труда с вручением ордена Ленина и золотой медали «Серп и Молот».
Заслуженный строитель РСФСР.
Долгое время жил и работал в г. Спасск-Дальний Приморского края. Был женат, отец троих дочерей.
Умер в Москве в 1995 году.